# Вормсская синагога
Вормсская синагога (нем. Synagoge Worms) — синагога в немецком Вормсе, сооруженная в романском стиле, также известна как Синагога Раши. Синагога была построена в 1034 году, несколько раз разрушена и перестроена. Это одна из важных достопримечательностей Вормса.
Синагога была центром еврейского квартала и центральным зданием ансамбля еврейских культовых зданий, состоящих из мужской и женской синагоги, школы Талмуда (иешива), миквы и сада синагоги.

## История
Еврейская община в Вормсе возникла примерно в X веке. Это была одна из самых больших общин и насчитывала до 300 членов.
Первая каменная синагога была построена в 1034 году при финансовой поддержке состоятельного еврея Якова бен Давида и его жены Рахели, и считается самой старой существующей синагогой в Германии. Здание было разрушено во время Первого Крестового похода в 1096 году (в ходе Вормсской резни) и второго крестового похода в 1146 году. В 1175 году здание было перестроено романском стиле, сегодня эту часть строения называют мужской синагогой. В 1186 году к юго-западу от синагоги была построена подземная миква. В 1212/13 году было пристроено здание женской синагоги.
В 1349 во время преследований евреев во время чумы синагога снова была сильно повреждена: сводчатый потолок был разрушен, а стены были частично разрушены. Во время реконструкции 1355 в романский стиль здания синагоги были внесены черты готики.
Во время погрома 1615 года была разрушена школа Талмуда, а сводчатые потолки и стены синагоги снова сильно повреждены. В 1620 году было последнее расширение синагоги. К северу от женской синагоги была построена пристройка. К западу от мужской синагоги в 1623/24 годах была построена иешива, так называемый дом Раши, который был пожертвован Давидом Оппенгеймом.
Примерно такой же ущерб был нанесен зданиям после пожара города в 1689 году во время Войны Аугсбургской лиги. Здания были восстановлены в 1700 году, интерьер был отремонтирован в стиле барокко.
С середины XIX века большинство еврейской общины в Вормсе стремилось к реформистскому иудаизму. Поэтому в 1842 году была убрана перегородка между мужскими и женскими синагогами.
Во время Хрустальной ночи 1938 года синагога Вормса была подожжена и полностью сгорела в ночь с 9 на 10 ноября 1938 года. Оставшиеся стены были взорваны в 1942 году. Остатки зданий также пострадали в конце Второй мировой войны во время воздушных налетов на Вормс. Тем не менее, высота внешних стен мужской синагоги составляла около 2,5 метров, а женской синагоги — менее метра.
Синагога был реконструирована в 1961 году, причем старались использовать как можно больше оригинальных камней, которые удалось спасти — в период между 1938 и 1945 годами отдельные компоненты были извлечены из руин Фридрихом Марией Ильерт, в том числе датированные 1034 годом. На сегодняшний день Вормсская синагога открыта и как музей, и по-прежнему является действующей синагогой, используемой еврейской общиной.
В ночь на 17 мая 2010 года в синагоге был совершён поджог. Очаги возгорания были погашены, здание не пострадало.